# Multostat
Multostat en transportabel transformator, vanligen i form av ett med hjul försett instrumentbord som omvandlar växelström till likström och i äldre tid användes inom medicinen för Elektroterapi, bland annat faradisation.